# Südliche Braune Hufeisennase

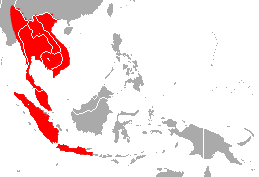
Verbreitungsgebiet der Südlichen Braunen Hufeisennase

Die Südliche Braune Hufeisennase (Rhinolophus stheno) ist eine Fledermaus in der Familie der Hufeisennasen, die in Südostasien vorkommt.

## Merkmale
Die Art ist mit einer Kopfrumpflänge von 44 bis 56 mm, einer Schwanzlänge von 15 bis 21 mm und einem Gewicht von 6 bis 10,5 g ein mittelgroßes Familienmitglied. Sie hat 42 bis 48 mm lange Unterarme und 15 bis 22 mm lange Ohren. Die Oberseite ist mit dunkelbraunen bis rotbraunem Fell bedeckt, während auf der Unterseite deutlich helleres Fell vorkommt. Aufgrund längerer Aufenthalte in Höhlen kann das Fell ausbleichen und orange erscheinen. Der Hauptteil des Nasenblatts hat eine Hufeisenform. Darin befindet sich ein kleineres rundes Blatt mit einem hornartigen Aufsatz. Die Kanten des Hufeisens sind dunkler als die inneren Bereiche. Die kleinen Augen der Art sind am Rand des Nasenblatts fast nicht erkennbar.

## Verbreitung und Lebensweise
Die Südliche Braune Hufeisennase kommt von Myanmar, Laos und Vietnam über Thailand, die Malaiische Halbinsel und Sumatra bis nach Java vor. Vermutlich kann sie auch in Kambodscha angetroffen werden. Die Fledermaus lebt im Flachland und in Gebirgen bis 1.200 Meter Höhe. Als Habitat dienen ursprüngliche Wälder, bewirtschaftete Laubwälder, Ackerland und andere Kulturlandschaften. Gewöhnlich lebt die Art im Umfeld von Kalksteinfelsen.
Die Individuen ruhen unter überhängenden Klippen, in Felsspalten, in Höhlen sowie in Baumhöhlen. Sie orientieren sich mit Hilfe der Echoortung, wobei die Frequenz der Rufe zwischen 85 und 96,5 kHz liegt. Bei Weibchen kommt meist zwischen Mai und Juli ein Wurf mit einem Jungtier vor. Dieses wird bei Ausflügen etwa zwei Monate von der Mutter getragen.

## Status
Bis auf eine begrenzte Jagd im Norden Thailands liegen keine Gefahren für den Bestand vor. Die Südliche Braune Hufeisennase wird von der IUCN als nicht gefährdet (Least Concern) gelistet.

## Belege
1. ↑  
Don E. Wilson, DeeAnn M. Reeder (Hrsg.): Mammal Species of the World. A Taxonomic and Geographic Reference. 3. Auflage. Band 1. Johns Hopkins University Press, Baltimore 2005, ISBN 0-8018-8221-4 (englisch, Rhinolophus stheno  [abgerufen am 11. Januar 2018]).
2. 1 2  
Francis & Barrett: A Field Guide to the Mammals of South-East Asia. New Holland Publishers, 2008, ISBN 978-1-84537-735-9, S. 215 (englisch, eingeschränkte Vorschau in der Google-Buchsuche).
3. 1 2  
Matt Struebig Lesser brown horseshoe bat (Rhinolophus stheno) - ARKive - Images of Life on Earth (Memento vom 11. Januar 2018 im Internet Archive)
4. 1 2  
Rhinolophus stheno in der Roten Liste gefährdeter Arten der IUCN 2016. Eingestellt von: Bates, P., Bumrungsri, S. & Csorba, G., 2008. Abgerufen am 11. Januar 2018.